# Османія
Османі́я (сомалійська латинська абетка: Cismaanya; османія: 𐒋𐒘𐒈𐒑𐒛𐒒𐒕𐒖) або Сомалі́йське письмо́ (сомалійська латинська абетка: far Soomaali; османія: 𐒍𐒖𐒇 𐒈𐒝𐒑𐒛𐒐𐒘) — специфічна абетка для мови сомалі. 
Османію для сомалійської мови створив брат султана Обія Осман Юсуф Кенадид (Cismaan Yuusuf Keenadiid / 𐒋𐒘𐒈𐒑𐒛𐒒 𐒕𐒓𐒈𐒚𐒍 𐒏𐒜𐒒𐒖𐒆𐒕𐒆) у період між 1920 і 1922 рр. 
Сомалійське письмо набуло особливої популярності в 1961 р. (тобто в період відразу по проголошенні Сомалі незалежності), навіть було визнане офіційною абеткою поруч з латинкою, однак після військового заколоту 1969 року, у наступні роки (1972) потрапляє під негласну заборону. 
В 1977 році приблизно 20000 сомалійців використовували османію для особистих записів. Було оприлюднено декілька книг; раз на два тижні виходив журнал «𐒔𐒙𐒇𐒈𐒜𐒆» («Авангард»).
У останні роки серед національної інтелігенції і патріотично налаштованого студентства шириться рух за повернення до османії. 

## Букви письма
| Османія | Назва | Сомалійська латинська абетка | МФА         | Османія | Назва | Сомалійська латинська абетка | МФА         | Османія | Назва | Сомалійська латинська абетка | МФА      |
| ------- | ----- | ---------------------------- | ----------- | ------- | ----- | ---------------------------- | ----------- | ------- | ----- | ---------------------------- | -------- |
| 𐒀       | alef  | ’                            | [ʔ]         | 𐒁       | ba    | b                            | [b]         | 𐒂       | ta    | t                            | [t]      |
| 𐒃       | ja    | j                            | [d͡ʒ]        | 𐒄       | xa    | x                            | [ħ]         | 𐒅       | kha   | kh                           | [χ]      |
| 𐒆       | deel  | d                            | [d]         | 𐒇       | ra    | r                            | [r]         | 𐒈       | sa    | s                            | [s]      |
| 𐒉       | shiin | sh                           | [ʃ]         | 𐒊       | dha   | dh                           | [ɖ]         | 𐒋       | cayn  | c                            | [ʕ]      |
| 𐒌       | ga    | g                            | [g]         | 𐒍       | fa    | f                            | [f]         | 𐒎       | qaaf  | q                            | [q]      |
| 𐒏       | kaaf  | k                            | [k]         | 𐒐       | laan  | l                            | [l]         | 𐒑       | miin  | m                            | [m]      |
| 𐒒       | nuun  | n                            | [n]         | 𐒓       | waw   | w                            | [w, ʉː, uː] | 𐒔       | ha    | h                            | [h]      |
| 𐒕       | ya    | y                            | [j, iː, ɪː] | 𐒖       | a     | a                            | [æ, ɑ]      | 𐒗       | e     | e                            | [e, ɛ]   |
| 𐒘       | i     | i                            | [i, ɪ]      | 𐒙       | o     | o                            | [ɞ, ɔ]      | 𐒚       | u     | u                            | [ʉ, u]   |
| 𐒛       |       | aa                           | [æː, ɑː]    | 𐒜       |       | ee                           | [eː, ɛː]    | 𐒝       |       | oo                           | [ɞː, ɔː] |

- Довгі голосні звуки [iː] та [ɪː] передаються буквою 𐒕 (ya).
- Довгі голосні звуки [uː] та [ʉː] передаються буквою 𐒓 (waw).

Один з перших про це письмо повідомив італійський вчений Черуллі (Cerulli) у 1932 році. Він описав трохи інший спосіб позначення довгих голосних: 𐒖𐒀 [æː, ɑː]; 𐒗𐒕 або 𐒗𐒗 [eː, ɛː]; 𐒘𐒕 [iː, ɪː]; 𐒙𐒓 або 𐒙𐒙 [ɞː, ɔː]; 𐒚𐒓 [ʉː, uː]. Але Грегерсен (Gregersen) стверджує, що навіть сам Осман Юсуф Кенадид спростував цю інформацію про таку передачу довгих голосних.

## Цифри
Для письма османія були розроблені цифри, які відрізняються від європейських тільки накресленням знаків.
| Арабські | 0 | 1 | 2 | 3 | 4 | 5 | 6 | 7 | 8 | 9 |
| Османія  | 𐒠 | 𐒡 | 𐒢 | 𐒣 | 𐒤 | 𐒥 | 𐒦 | 𐒧 | 𐒨 | 𐒩 |